# Sidi Khelifa (Mila)
Sidi Khelifa (în arabă سيدي خليفة) este o comună din provincia Mila, Algeria.
Populația comunei este de 4.746 de locuitori (2008).